# Pipenbruderschaft
Pipenbruderschaft, auch Pipenbrüderschaft oder Braunschweiger Pipenbrüder waren mehrere Gemeinschaften, die sich im 16. Jahrhundert in den fünf Braunschweiger Weichbilden gegründet hatten, um ihre Häuser und Unternehmen mit frischem Wasser zu versorgen. Mit Beginn der Neuzeit entstanden so sieben selbständige, von einander unabhängige, Genossenschaften, die Pumpenanlagen errichten ließen und das natürliche Flusswasser bis in ihre Häuser hineinleiteten.

## Hintergrund
Bis zum 16. Jahrhundert gab es für die Braunschweiger Bürger eingeschränkte Möglichkeiten, um an frisches Trinkwasser zu gelangen: Es konnte aus den Wasserläufen der Stadt geschöpft werden, und zwar an öffentlichen Füllstellen, die über so genannte Wassergassen frei zugänglich waren. Ein Beispiel ist die noch erhaltene Wassergasse vom Kohlmarkt bzw. Ziegenmarkt zum ehemaligen Burgmühlengraben. Oft waren dort Treppenstufen vorhanden, so dass auch bei wechselnden Wasserständen das Flusswasser erreichbar war. Außerdem verfügten zahlreiche Grundstücke über Schöpf-, Schucke- oder Ziehbrunnen zur Förderung von unverschmutztem Grundwasser. Der Altstadtmarkt und der Hagenmarkt wurden spätestens seit dem 14. Jahrhundert aus so genannten Jödebrunnen, die außerhalb der Stadt lagen, über bis zu zwei Kilometer lange Pipenleitungen mit gutem Wasser versorgt. Weitere Möglichkeiten waren der Kauf von Frischwasser von vereidigten Wasserfahrern (Waterforer oder Waterförer) oder das Schöpfen des Wassers über Flöße direkt aus dem Fluss.
Insbesondere die Brauer der Stadt benötigten für die Herstellung von Bier, Branntwein oder ähnlichen Getränken wie der Braunschweiger Mumme, ständig große Mengen Wasser. Das Streben nach Bequemlichkeit und höherem Gewinn führte dazu, dass sich einige Bürger zu Pipenbruderschaften zusammenschlossen, um sogenannte Wasserkünste (Wasserleitungen) anlegen zu lassen. Sie trugen die Kosten für die Anlage der Wasserröhren, die Pipen genannt wurden, und von denen sich der Name dieser Vereinigungen ableitete. Zunächst fehlte es ihnen jedoch an Sachverständigen, die sich mit solchen Gewerken auskannten. Daher legten 1525 29 Interessenten aus dem Weichbild Altewiek eine Baukasse an, in die jeder von ihnen 20 fl. einzahlte und wandten sich an die Wasserkünstler in Goslar. Diese waren zu jener Zeit führend im Wasserbauwesen und verfügten über das nötige technische Wissen für die Umsetzung. Es gelang ihnen einen Meister Hanß aus Goslar nach Braunschweig zu holen. Dieser errichtete auf einem Grundstück der Genossenschaft an der Ägidienmühle 1526 die erste Wasserkunst und kehrte nach der Fertigstellung nach Goslar zurück.
Vermutlich hatte ihm der ortsansässige Brauer und Baumeister Barward Tafelmaker zur Seite gestanden und Meister Hanß hatte ihm die nötigen Kenntnisse vermittelt, denn allein fünf der insgesamt sieben Pumpwerke für die Versorgung in Braunschweig wurden von Tafelmaker errichtet. Die fertigen Hauswasserleitungen standen in erster Linie den Mitgliedern der genossenschaftlichen Vereinigungen zur Verfügung. 1527 entstand so das Pumpwerk an der Burgmühle auf dem linken Ufer der Oker, im Weichbild Sack und 1529 folgte eine Wasserkunst von der Neustadtmühle für die Neustadt. Danach folgte eine längere Pause und die nächsten drei Wasserkünste wurden erst 1540 (Burgmühle rechtes Ufer) für den Hagen und 1541 (Riken-Wasserkunst, von der Südmühle für 8 reiche Bürger in die Altstadt) und 1543 (auf dem Bollwerk Gieseler) zwei Wasserkünste für die dortigen Pipenbrüderschaften errichtet. Die Altstadt verfügte zudem über einen großen Brunnen (Jogetborn ‚Jungbrunnen‘) mit gutem Frischwasseranschluss. Die zweite Wasserkunst versorgte auch die höher gelegenen Häuser in der Breiten-, Scharrn- und Güldenstraße. Die letzte Wasserkunst wurde 1561 wiederum von Tafelmaker für 31 Pipenbrüder von der Südmühle aus für die Altstadt errichtet.

## Sieben Pipenbruderschaften
1543 wurde von den am Pipenwasser interessierten Bürgern der Altstadt eine Ordnung für die Benutzung dieser Leitung aufgestellt. Jede der Pipenbruderschaften war unabhängig von den anderen und stellte eigene Wassernutzungsordnungen auf. Die Verwaltung wurde jeweils von zwei Brüdern oder Bauherren durchgeführt, von denen der jeweils ältere nach einem Jahr ausschied. An seine Stelle trat ein jüngeres Mitglied, das von der Pipenbruderschaft gewählt wurde. Auf der Jahresversammlung wurde festgelegt, welche Arbeiten im Folgejahr notwendig waren und wie hoch die Einlage der Mitglieder sein sollte, die dafür erhoben wurde. Wenn ein Mitglied ausscheiden wollte oder die Einlage nicht zahlen wollte oder die Schuld nicht begleichen konnte, wurde die Leitung zu seinem Haus gekappt (gewaltsam zerstört). Das Verschwenden des Pipenwassers oder das Weglaufenlassen ohne Nutzung, wurden mit Strafgeldern belegt. Unterschieden wurden zwei Mengen, es gab ein ganzes oder ein halbes Wasser einer Leitung. Die Branntweinbrauer benötigten zumeist nur ein halbes Wasser. Eine Umwandlung (halbes zu ganzes Wasser), die Verlegung des Wassers in ein anderes Haus oder der Verkauf der Wassernutzung, waren nur mit Zustimmung der Pipenbrüder möglich. Wer durch Erbfolge oder Grundstücksverkauf neuer Eigentümer eines Hauses mit Zapfstellen (Posten) wurde, musste zwangsläufig in die genossenschaftliche Vereinigung eintreten.
Die Satzungen und Ordnungen der Wasserkunst wurden mehrfach angepasst und erschienen auch als Drucke. Sie mussten vom Rat der Stadt bestätigt werden, da die Pipenbruderschaften sich dadurch Sonderrechte sicherten. Die allgemeine Nutzung der öffentlichen Gewässer unterlag ansonsten dem Gemeingut. Die Pipenbrüder ließen als Gegenleistung für diese Vorteile im Stadtgebiet 50 Notbrunnen als Unterflurhydranten angelegen und unterhalten. Diese dienten insbesondere bei Feuersgefahr als Wasserzapfstellen.
Ordnungen der Wasserkünste (Auswahl)
- Ordenunge unde Artikel der Waterkunst in der Nyenstad to Brunschwiak / so Barivart Taffelmaker Börger darsülvest gemaket. Duncker, Braunschweig 1529 (leopard.tu-braunschweig.de).
- Ordnung über die fünf Wasserkünste, die Barward Tafelmaker in Braunschweig gemacht und gebaut hat in den Jahren 1527 bis 1562. Balthasar Gruber, Braunschweig 1632.
- Ordenung Der WasserKunst Am Gyseler / In der Alten Stadt Braunschweig auffgerichtet. Anno etc. LXI. Andreas Duncker, Braunschweig 1643 (diglib.hab.de).
- Ordnung und Artickel Der Wasser Kunst in der New-Stadt zu Braunschweig. Christoff-Friederich Zilliger, Braunschweig 1649.
- Ordnung und Articul der Wasser-Kunst des Weichbilds Sack, in … Braunschweig … wie solche Wasser-Kunst gebauet … von Barward Taffelmaker … 1527. Johann Heinrich Duncker, Braunschweig 1670 (diglib.hab.de).
- Ordnung Der Wasser-Kunst am Gieseler Jn der Alten-Stadt Braunschweig. Meyer, Braunschweig 1780.

## Pumpstationen
Die sieben Wasserkünste der Pipenbrüder arbeiteten mit Kolbenpumpen, die über Wasserräder angetrieben wurden und insbesondere das Wasser der Oker in höher gelegene Behälter gepumpt und von dort aus in das Röhrennetz geleitet und verteilt. Die Röhren, oder Pipes, bestanden aus Baumstämmen, die außen eine quadratische Form hatten und innen mit einem Pipenbohrer (Pipenmaker, Röhren- oder Kunstmeister) rund ausgehöhlt worden waren. Die Röhren wurden durch kupferne Zylinder mit 7,6 cm Durchschnitt miteinander verbunden und im Erdreich unter der Straße verlegt. Die Abzweige zu den Häusern konnten mit kupfernen Hähnen verschlossen werden.
Die Wasserkünste wurden rund 300 Jahre lang betrieben und im 17. Jahrhundert waren die Häuser von 272 Interessenten durch hölzerne Pipen mit diesen Pumpwerken verbunden. Damit wurden im Jahr 1671 rund 2700 Bürgerstellen und über 15.000 Einwohner mit Fließwasser versorgt. Das war etwa jedes 10. Haus. Die Nutzung endete am 1. Januar 1865 mit der Eröffnung der modernen Wasserleitung in Braunschweig. Es gab 1671 342 Brauer, die nicht alle den Pipenbruderschaften angehörten. Im Jahr 1739 war die Zahl bereits auf betriebene 271 Braupfannen innerhalb der Stadt gesunken. Trotzdem blieb die Anzahl der Pipenbrüder in dem langen Zeitraum nahezu unverändert.
Mit dem Anschluss an das neue Wasserleitungssystem wurde den Mitgliedern der Bruderschaft ein ermäßigter Preis für das Leitungswasser angeboten. Dieser Sondertarif endete erst im Januar 1959, nachdem diese Rechte 1958 der letzten Interessenten durch eine Zahlung abgelöst wurden.

„Die Mitglieder der Pipenbruderschaften erhielten für die Abtretung alter Gerechtsame und als Ersatz für den Wert ihrer Anlagen einen Sondertarif beim Bezug des Leitungswassers. Erst im Jahre 1958 wurde die letzten Interessenten durch Zahlung einer Ablösungssumme abgefunden. In den Rechnungen der Stadtwerke Braunschweig ist der Wassertarif 34 = Sondertarif für Pipenbrüder letztmalig im Januar 1959 aufgeführt.“

Der letzte registrierte Pipenbruder Gustav König (* 20. Januar 1914), der ein Grundstück in der Neuen Straße besessen hatte,  starb am 26. Oktober 2015.

### Ägidienwasserkunst
Das erste „Kunsthaus“ wurde für 29 Interessenten am Unterwasser der Ägidienmühle in einem Fachwerkbau errichtet. Darin befand sich eine Kolbendruckpumpe, die von einem großen Wasserrad mit 40 Schaufeln über eine hölzerne Welle mit eisernen Nocken angetrieben wurde. Über zwei Zahnstangen mit einem Kehrrad wurde die Drehbewegung der Welle in eine senkrechtes Auf- und Abbewegung umgewandelt, um das Wasser über die Kolben in die Steigleitung (Steigepfahl) zu drücken. Die 19 m lange Röhre für die Wasserentnahme lag oberhalb des Mühlenwehrs. Sie leitete das Okerwasser in den mit Quadersteinen ausgemauerten „Wasserkasten“ unter der Pumpe. Die Förderhöhe betrug 12,5 m und der trichterförmige kupferne Kessel, der das Wasser aufnahm, war 2,3 m hoch. Von dort wurde das Wasser über einen „Fallpfahl“ in die Pipen geleitet. Zusätzlich gab es im Kunsthaus eine von vier Mann zu betreibende Schuckepumpe über einem Brunnen, die bei Wassermangel zusätzlich bedient werden konnte. Diese diente auch der Versorgung der Notbrunnen bei starkem Frost oder zur Feuerbekämpfung. Vom Kunsthaus wurden zwei Hauptleitungen (Pipen) mit Wasser gespeist, die eine Gesamtlänge von 1140 Metern hatten und bis zum Magnitor reichten.

### Säcker Wasserkunst

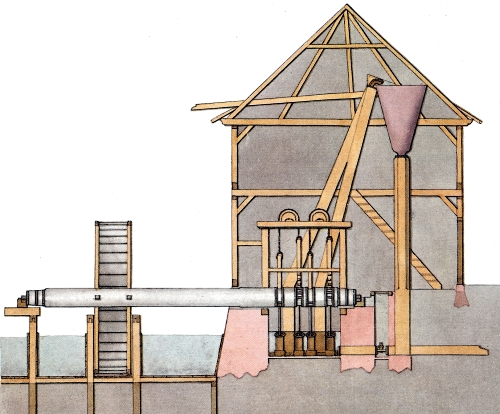
Pumpstation von 1761 im Sack

Die zweite Fließwasserversorgungsanlage wurde 1527 für 25 Brauer im Weichbild Sack angelegt. Diese wurde von dem Neustädter Bürger Barward Tafelmaker nach dem Vorbild der Ägidienwasserkunst errichtet. Das Pumpenhaus (Kunsthaus) befand sich gegenüber der damaligen Burgmühle am linken (westlichen) Ufer des Burgmühlengrabens am Ruhfäutchenplatz nahe der Burg Dankwarderode. Er stattete diese Anlage mit vier Kolbenpumpen und zwei Steigleitungen aus, wodurch die Leistungsfähigkeit verdoppelt wurde. Die über das 5,15 m hohe Wasserad mit 44 Schaufeln angetriebenen Pumpen förderten das Wasser in den kupfernen Sammelbehälter in 8,5 m über Geländeniveau. Von hier aus wurden die Pipenleitungen unter dem Burgplatz durch das Burgtor mit mehreren Abzweigen zu den Straßen des Weichbilds verteilt. Es wurden zudem zwei (oder drei) Notbrunnen betrieben.

### Neustädter Wasserkunst
1529 schlossen sich 52 Bürger des Weichbildes Neustadt zu einer Pipenbruderschaft zusammen und beauftragten Tafelmaker mit dem Bau einer eigenen Wasserkunst am Neustadtmühlengraben bei der Neustadtmühle (ehemals Roßmühle). In dieser Anlage wurden zunächst drei Doppelpumpen (sechs Kolben) betrieben. Später wurde eine Doppelpumpe wieder entfernt. Die Stelle für die Wasserentnahme lag rund 41 m vom steinernen Wasserbecken (3,42 × 2,56 m) entfernt an der Freiflut oberhalb der Mühlenbrücke. Der Kupferkessel befand sich in einer Höhe von 11,4 m, wurde von zwei Steigröhren befüllt und mit Holz abgedeckt. Die Leitung führte von der Roßmühle am Wollmarkt entlang an der Alte Waage vorbei, der Langen Straße folgend am Neustadtrathaus entlang bis zur Reichsstraße. Über Abzweigungen wurden weitere Straßen, beispielsweise die Weberstraße bis zum Radeklint oder ein Teil der Beckenwerkerstraße, versorgt. Zudem wurde ein Notbrunnen am Packhof betrieben. Diese Bruderschaft wurde erst im Jahr 1874 aufgelöst, als die Wasserkunst ihren Betrieb einstellte.

### Hagenwasserkunst
Im Jahr 1540 wurde Tafelmaker von 33 Brauern des Weichbildes Hagen mit dem Bau einer Wasserkunst im Unterwasser der Burgmühle beauftragt. Diese wurde gegenüber der Säcker Wasserkunst am rechten (östlichen) Okerufer angelegt. Der Aufbau des Kunsthauses entsprach diesem weitgehend. Die Wassrentnahmestelle befand sich 74 m oberhalb. Die rund 1200 m lange Pipenleitung führte zum Bohlweg, zum Hagenmarkt, zur Fallersleber Straße und zur Wendenstraße. Es gab hier auch sechs Notbrunnen zum Feuerschutz.

### Altstädter Wasserkünste
Die Braunschweiger Altstadt, die als reichstes Weichbild galt, und zudem die meisten Braupfannen betrieb, ließ erst sehr spät eigene Wasserkünste einrichten. 1541 ließen Bürger der Altstadt von Tafelmaker ein Kunsthaus am Unterwasser der Südmühle planen und errichten. Kurz darauf entstand die Anlage auf dem Gieseler und erst zwanzig Jahre später das zweite Pumpenhaus an der Südmühle.
- Die Vordere Südkunst lag am Bruchtor, wo sich Burgmühlengraben und Bruchgraben teilten. Diese Wasserkunst versorgte das Gebiet acht wohlhabender Bürger versorgt, die 1540 mit Tafelmaker und dessen Söhnen einen Vertrag geschlossen hatten. Diese Anlage wurde daher auch als „Reichen-Wasserkunst“ (Riken-Wasserkunst) bezeichnet. Insgesamt bestand die Pipenbruderschaft anschließend aus 30 Bürgern. Von der Südmühle führte die Leitung in den tiefer gelegenen östlichen Teil der Altstadt, darunter die Straßen Am Bruchtore, Bankplatz, Jacobstraße, Kohlmarkt und Schützenstraße, Jungfernstieg und Neue Straße. Zusätzlich wurden sieben Notbrunnen eingerichtet.
- Die Gieselerkunst wurde 1542/1543[5] für weitere Bürger der Altstadt eine Wasserkunst angelegt. Sie befand sich jedoch nicht direjt an der Oker, sondern auf dem Bollwerk Gieseler (später Gieselerwall) nahe dem Standort eines alten Schuldturms. Diese wird von Werner Spieß nicht als Werk Tafelmakers angesehen (in dessen Werkverzeichnis sie nicht gelistet wird). Hier wurde zunächst an einem bereits 1386 als Mühlenstandort bekannten Platz ein Mühlenwehr eingerichtet. Laut Spieß stellten 1543 die „an dem ‚Pipenwasser‘ beteiligten Interessenten eine Ordnung für die Benutzung dieser Leitung auf.“[2] Diese Anlage wurde 1556 erweitert und war mit drei Hauptleitungen von insgesamt über 2700 Metern Leitungslänge die größte Wasserkunst. Die Leitungen versorgten auch die höher gelegenen Häuser in der Breiten-, Scharren- und Güldenstraße bis zum Altstadtmarkt. Es gab 17 Notbrunnen. Während Spieß bezweifelt, dass diese von Tafelmaker errichtet wurden, gibt Karl Wilhelm Sack an, dass dieser am Bau und der Planung von zwei Wasserkünsten (1541 und 1556) dort direkt (beim zweiten durch Vertrag von 1561) beteiligt war.[6]
- Die Hintere Südkunst wurde 1561 von Tafelmaker für 25 (oder 31) Interessenten in unmittelbarer Nachbarschaft der Vorderen Südkunst errichtet. Der Vertrag regelte die Aufgabenteilung zwischen Tafelmaker, der die Hölzer und Holzgewerke beibringen musste, und den Pipenbrüdern, die die Grabenherstellung für die Pipenleitung durchzuführen hatten. Die angeschlossenen Pipenleitungen waren hier ähnlich wie bei den anderen Anlagen über 1000 Meter lang und versorgten die Straßen An der Martinikirche, Bäckerklint, Süd-, Knochenhauer-, Turnier-, Seharm- und die Breite Straße, sowie vier Notbrunnen.[4]